# 薛幸夫
薛 幸夫（ソル・ヘンブ）は、在日本大韓民国民団（民団）民生分科委員会の委員長。民団鳥取県地方本部の団長も兼任している。

## 活動
薛幸夫が委員長を務める民団民生分科委員会は、在日韓国人の生活権拡充を推進する部署である。

### 行政への要求
2004年8月には鳥取市役所を訪問、竹内功市長（当時）に宛てて、国民年金制度において1982年の国籍条項廃止や1986年の学生を除く強制加入開始などに間に合わないまま制度対象外として無年金状態となっている在日外国人について、市独自の救済制度だけでなく国全体として救済措置を取るように、市から国へ働きかけるよう求める要望書を提出した。鳥取市では、外国人高齢者福祉手当の制度がすでに存在している。
2005年7月、鳥取大学附属中学校校長に対し「新しい歴史教科書をつくる会」による教科書を採択しないよう求める要望書を提出した。
2005年10月には、鳥取県議会で可決された鳥取県人権侵害救済推進及び手続に関する条例に関して、副知事に面談して、公権力を行使する人権擁護委員会に在日外国人を含めることを要請した。
2007年5月には、鳥取県琴浦町の『韓国江原道交流記念碑』に「日本海」と「東海」の呼称が並んで表記されていたことについて、町民からの批判を受けて町長が「東海」の表記を日本語版とハングル版双方から削除した。これに対し、薛幸夫は民団として謝罪と原状回復を町長に要求。町長は複数回にわたって民団鳥取県地方本部を訪問し謝罪と事情説明を繰り返しつつ、町としての修正案は「日本語版では日本海、ハングル版では東海」「日本語版・ハングル版ともに、どちらの呼称も表記しない」などと揺れ動いた。
この間、「町の修正案は受けいれられない。しかし同時に、町民の意志を尊重した町の取り組みについて、民団は口を出すべきではない」という薛幸夫のコメントを、町長が紹介している。
町は、最終的には「日本語版では日本海、ハングル版ではどちらの呼称も書かない」ことを決定した。民団鳥取県地方本部は一貫して呼称併記（原状回復）を要求している。
2007年11月4日に鳥取市で開催された「第一回永住外国人地方参政権シンポジウムin鳥取」に岡崎勝彦・愛知学院大法科大学院教授、在日コリアン問題専門家の鄭早苗大谷大教授、田中宏龍谷大教授と一緒に参加。韓国が一定基準を満たした永住外国人に地方参政権を与えた点に触れ「まず（本国で外国人参政権を認めた）韓国人が参政権を得て、その上で他の国籍にも対象を広げるなど、実現可能性が高い方法で進めてはどうか」と主張した。
2008年11月28日、[鳥取市で開催された「第二回永住外国人地方参政権シンポジウムi鳥取」に岡崎勝彦愛知学院大学法科大学院教授、在日コリアン問題専門家の鄭早苗大谷大学教授、田中宏龍谷大学教授らと共に出席。「在日はさまざまな生活権に対して意見が言えない。参政権は民主主義の根本であり、それが認められないのは最大の差別だ」と発言した。
2009年12月13日、在日コリアン弁護士協会監事で弁護士の李宇海を招き、永住外国人に地方参政権を付与する法案の早期立法化を目指したシンポジウムで、鳥取大学の永山正男教授をコーディネーターとするパネル議論を行う。